# Sérgio Ricardo dos Santos Júnior
Sérgio Ricardo dos Santos Júnior (3 de diciembre de 1990) es un futbolista brasileño que juega como centrocampista en el Daegu F. C. de la K League 1.
Jugó para clubes como el Santos, Red Bull Brasil, Oeste, Palmeiras, FC Kairat Almaty, Ceará y Matsumoto Yamaga FC.

## Trayectoria

### Clubes
| Club                     | País          | Año       |
| ------------------------ | ------------- | --------- |
| Santos F. C.             | Brasil        | 2010-2011 |
| Oeste F. C. (cedido)     | Brasil        | 2011      |
| Oeste F. C.              | Brasil        | 2012-2015 |
| S. E. Palmeiras (cedido) | Brasil        | 2013-2014 |
| F. C. Kairat Almaty      | Kazajistán    | 2015      |
| Ceará S. C.              | Brasil        | 2016      |
| Matsumoto Yamaga F. C.   | Japón         | 2017-2021 |
| Daegu F. C.              | Corea del Sur | 2021-     |